# Соцгород (Нижний Новгород)
Соцго́род (в 1930-е годы также Соцгород Автострой) — исторический микрорайон в центре Автозаводского района Нижнего Новгорода. Один из самых известных советских соцгородов. Расположен возле Горьковского автозавода и делится на 2 части: Соцгород I и Соцгород II. Первая часть была построена в 1930-х годах в сталинском архитектурном стиле, вторая — несколько позже и в ней преобладают более типовые здания, но не лишённые некоторых архитектурных форм.

## История

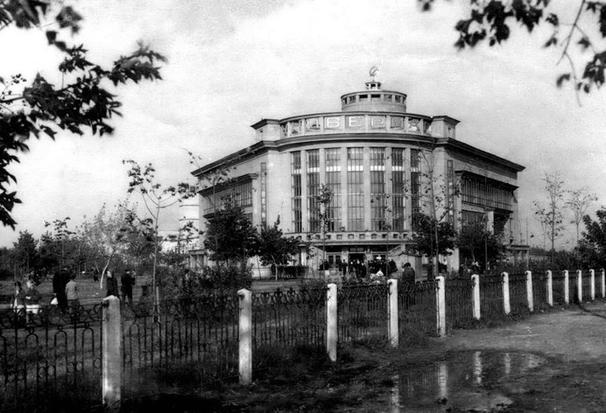
Автозаводский универмаг. 1930-е годы

Согласно утверждённому плану, Соцгород должен был стать «городом-садом». Также в микрорайоне была выдержана идея зонирования: промышленная (автозавод), транспортная, зелёная и жилая зоны. Зелёная зона разбивалась на два сектора — большой и малый. В большой сектор входит Автозаводский парк, а в малый — парк Славы напротив Главной проходной. Таким образом, по проекту, зелёная зона отделяла жилые массивы от автомобильного завода. Центральной частью Соцгорода стала широкая площадь возле Дворца культуры автозавода и Автозаводского парка.
Строительство микрорайона началось 16 мая 1930 года, когда был заложен первый камень в основание первого дома. Он входил в первую очередь «пятка́» — пяти четырёхэтажных блоков, соединённых между собой переходами на втором этаже. В дальнейшем они строились уже как обычные четырёхэтажные дома с общими коммунальными помещениями. Впрочем, строительство ГАЗа велось усиленными темпами, а строительство жилых домов шло с задержкой. Поэтому было решено построить 300 временных деревянных щитовых и каркасных двухэтажных домов. Затем их заменили на дома-коммуны. В них были общие кухни и технические сооружения. Планировалось, что время досуга рабочие завода должны тратить не на быт, а на спорт, походы в театры, кино и музеи.
В апреле 1933 года генплан застройки был уточнён институтами Гипрогор и Горстройпроект. В нём планировалось разместить уже до 250 тысяч жителей и применить в застройке современные архитектурные решения. Новый проект был утверждён 13 июля 1936 года. С этого момента типовая застройка кварталов прекратилась, и площади стали застраиваться в стиле «сталинского ампира». Появились новые кварталы с широкими проспектами и красивой сталинской архитектурой: Серобусыгинский квартал, Автозаводский универмаг, кинотеатр «Мир», дворец культуры, «радиусный дом» на Молодёжном проспекте. В 1936 году в микрорайоне было запущено трамвайное сообщение по проспекту Кирова.

Фотографии достопримечательностей
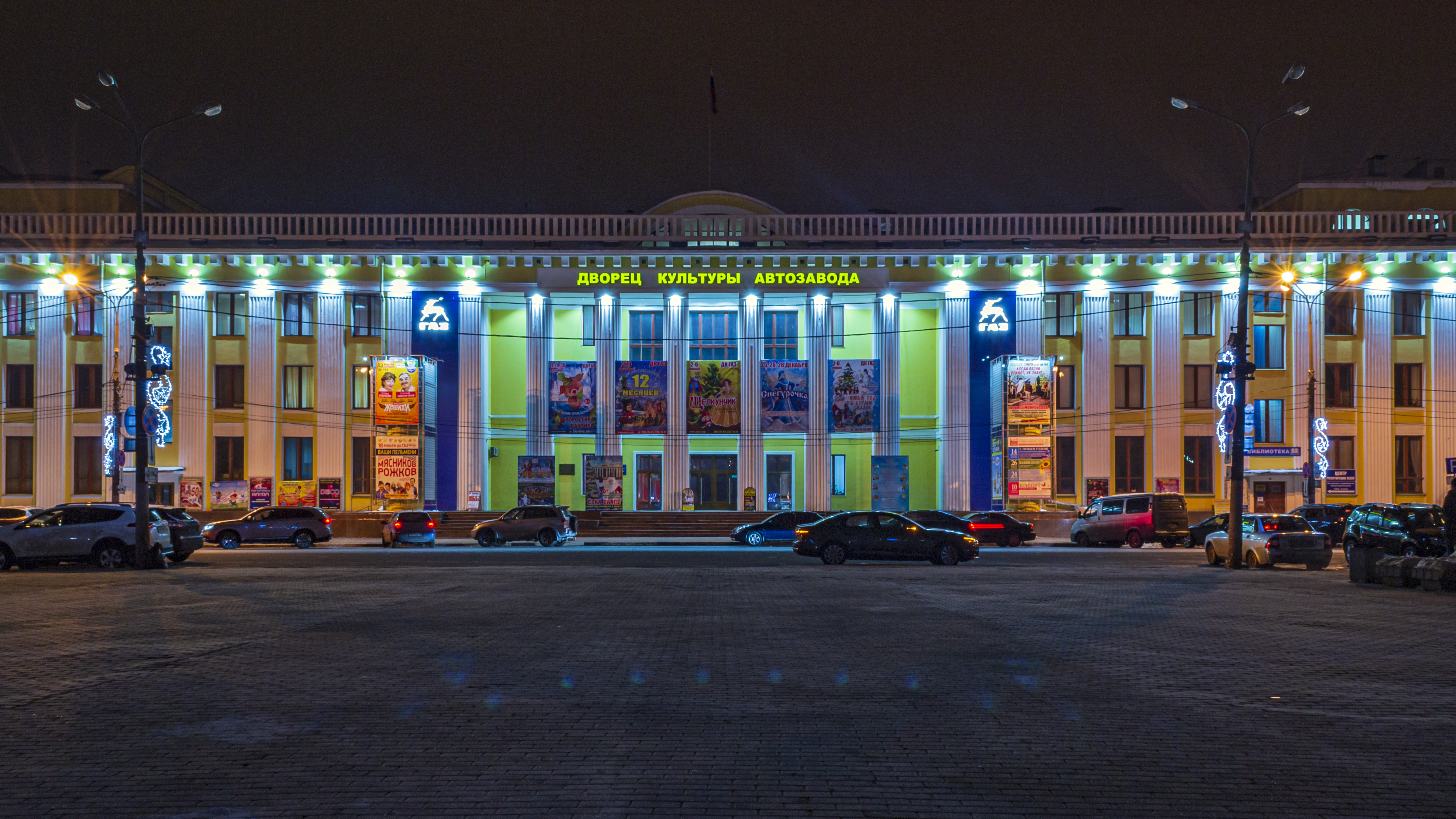
Дворец культуры Автозавода
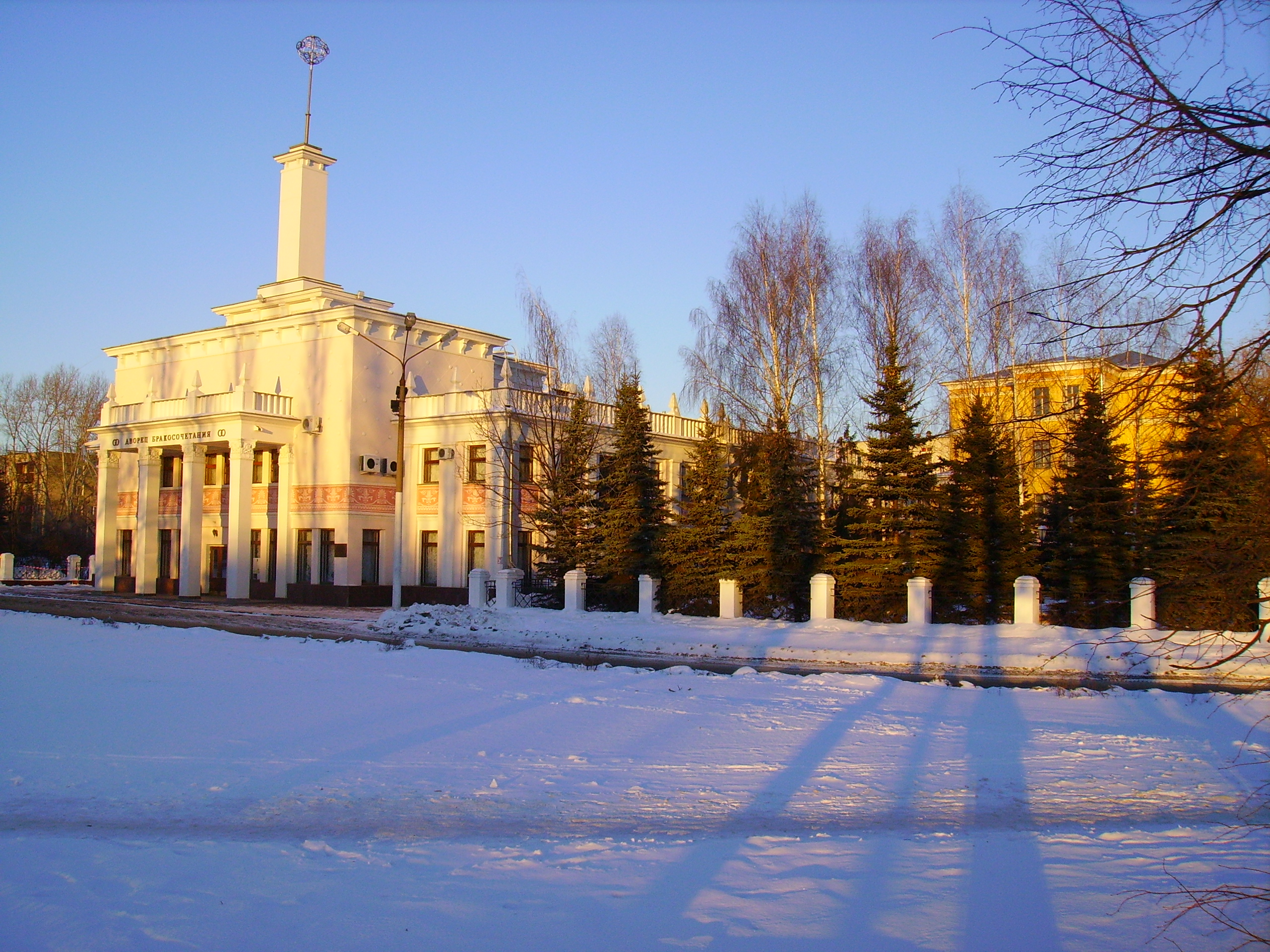
Автозаводский дворец бракосочетания
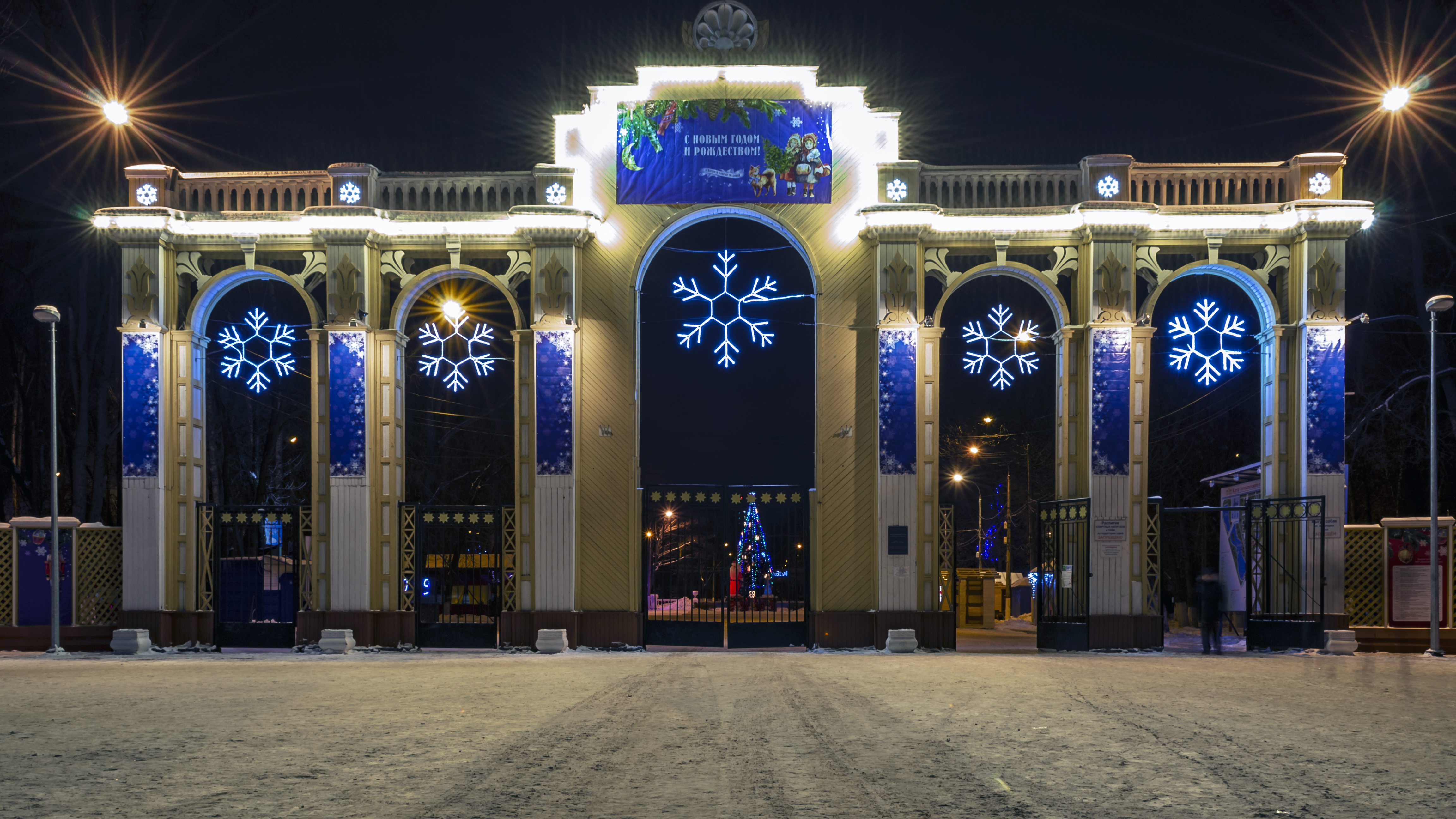
Центральный вход в Автозаводский парк на новогодние праздники
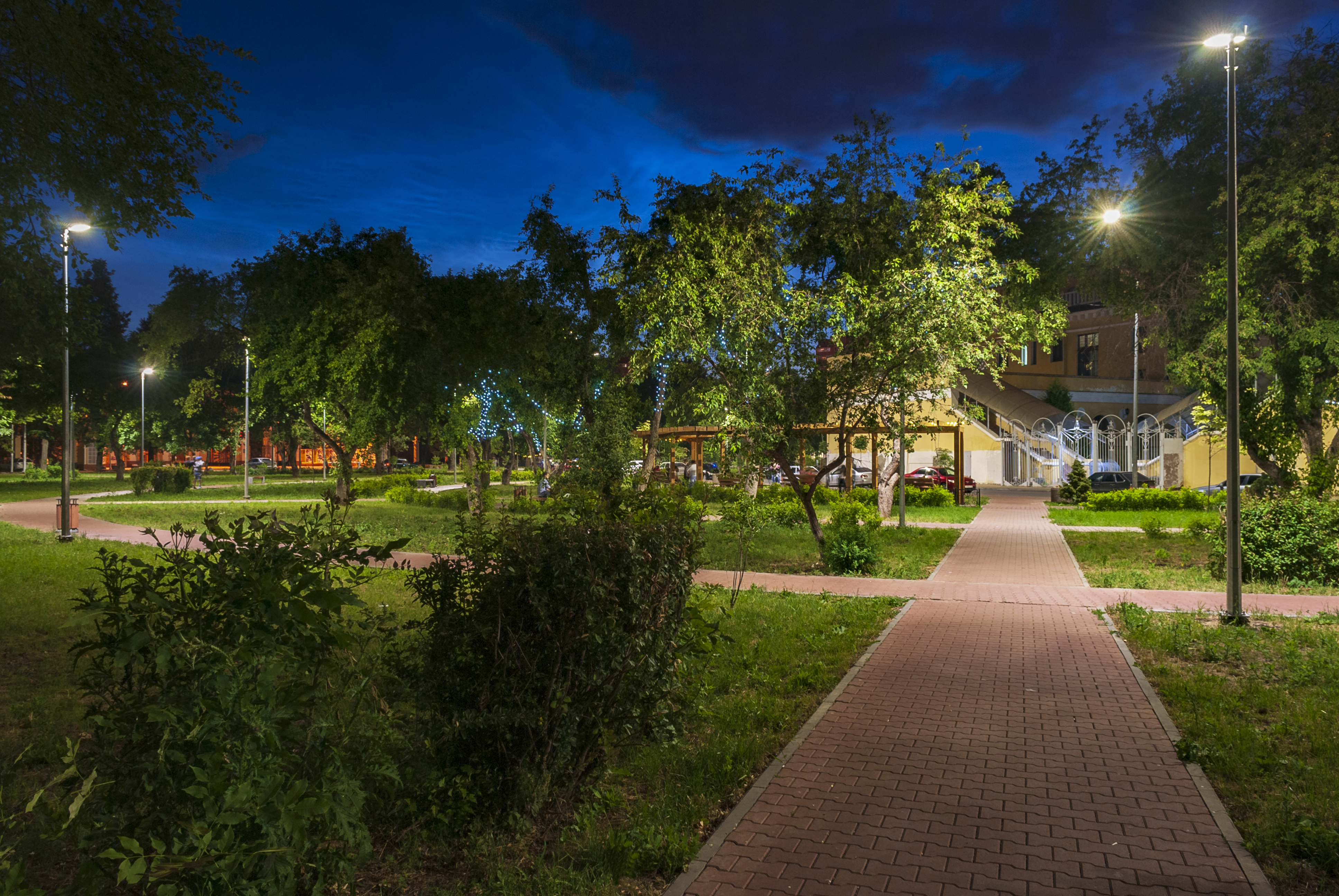
Сквер имени Киселёва позади Дворца культуры Автозавода
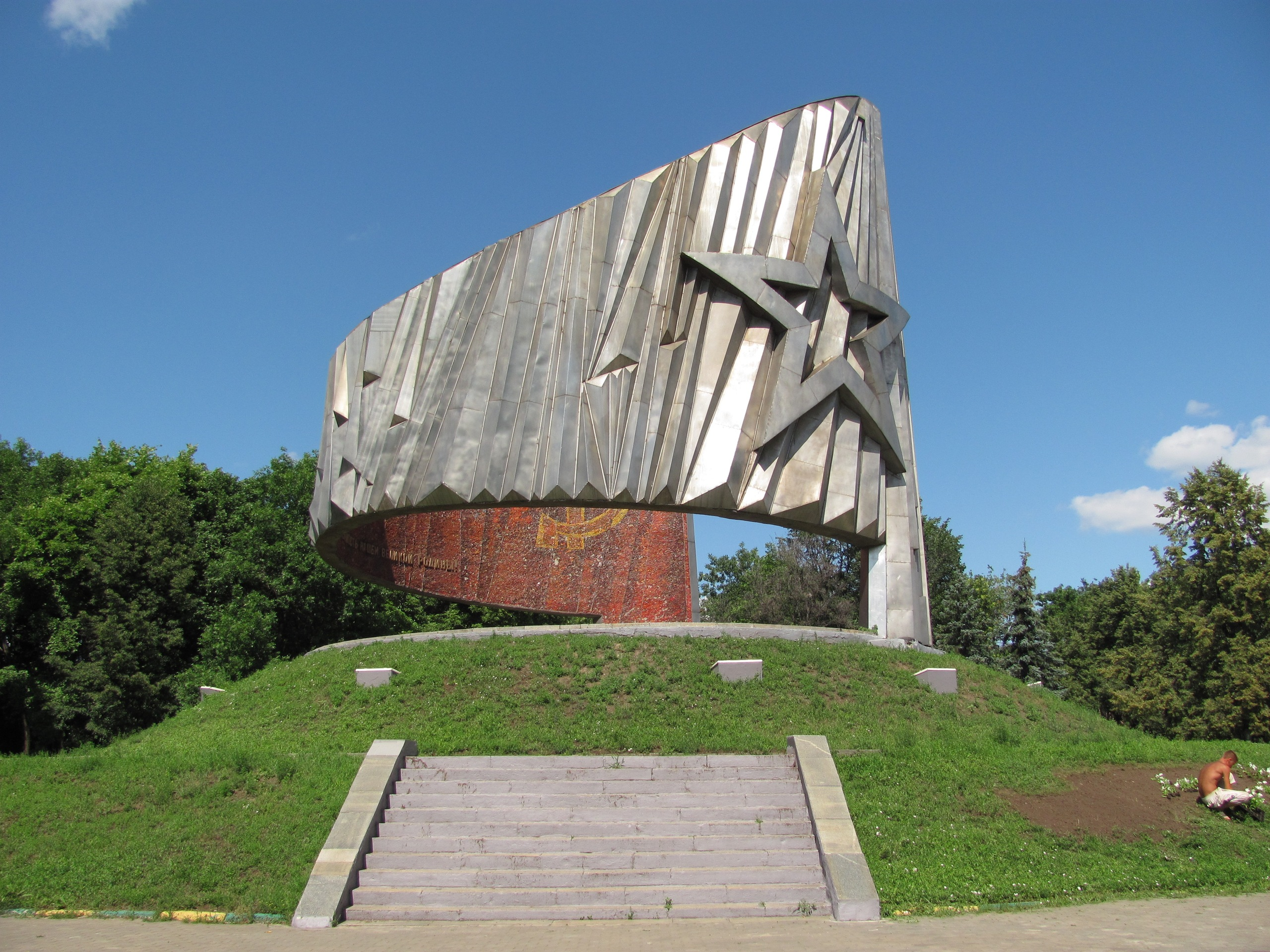
Вечный огонь защитникам Автозавода в парке Славы
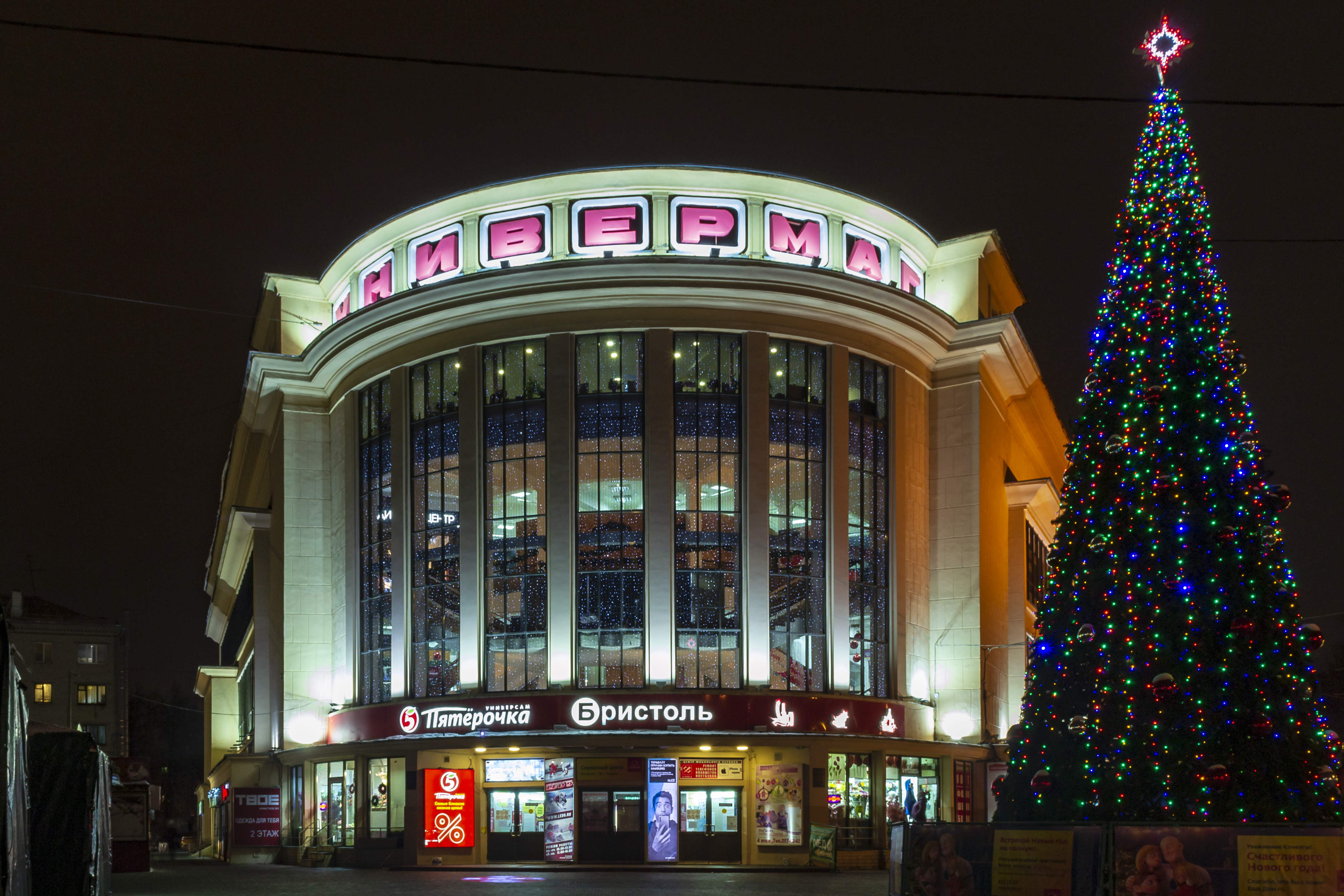
Автозаводский универмаг
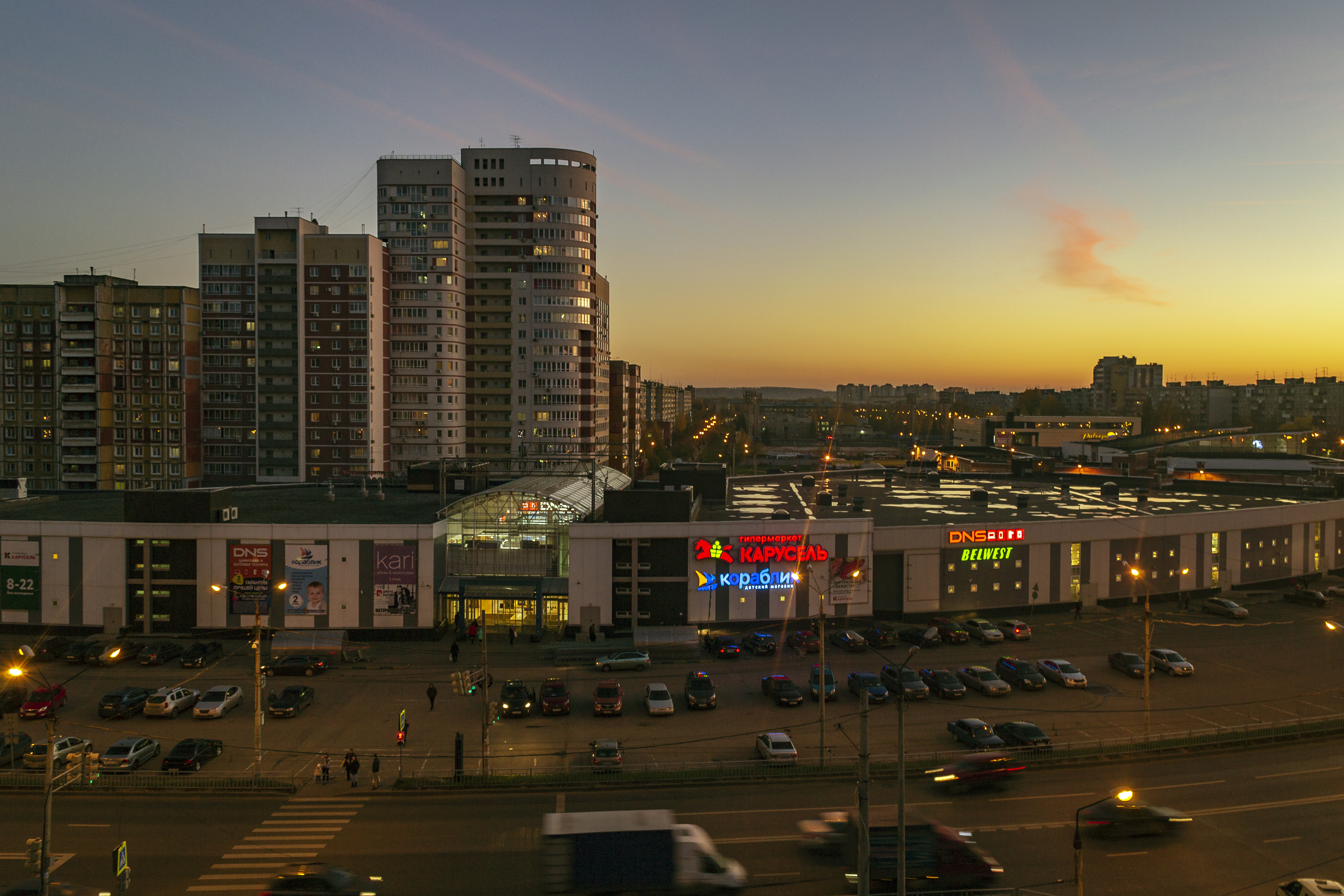
Соцгород II
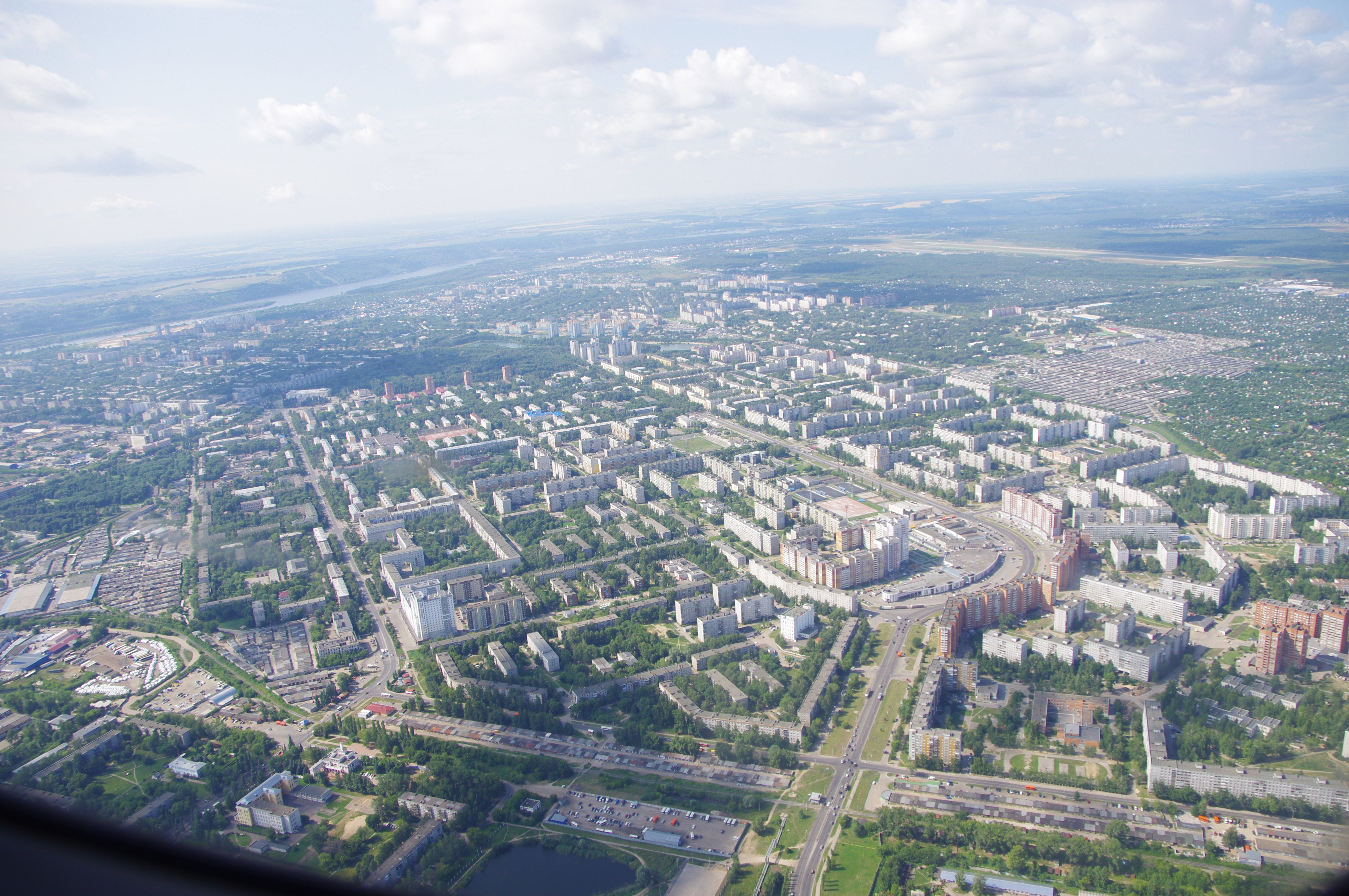
Общий вид Соцгорода с высоты

## Транспорт

### Трамвайные маршруты
| №   | Пересадки                                       | Конечный пункт 1  | Конечный пункт 2 |
| --- | ----------------------------------------------- | ----------------- | ---------------- |
| 8   | Пролетарская Комсомольская Кировская            | Улица Игарская    | пос. Гнилицы     |
| 22  | Комсомольская Кировская                         | Автозаводская     | Улица Строкина   |
| 417 | Чкаловская Пролетарская Комсомольская Кировская | Московский вокзал | 52 квартал       |

### Троллейбусные маршруты
| №  | Пересадки                                          | Конечный пункт 1              | Конечный пункт 2              |
| -- | -------------------------------------------------- | ----------------------------- | ----------------------------- |
| 2  | Пролетарская Комсомольская Кировская Парк культуры | Улица Минеева                 | Дворец бракосочетания         |
| 4  | Парк культуры                                      | Улица Минеева                 | Улица Плотникова (Соцгород-2) |
| 11 | Пролетарская Комсомольская Кировская Парк культуры | Пролетарская                  | Улица Плотникова (Соцгород-2) |
| 12 | Пролетарская Комсомольская Кировская Парк культуры | Пролетарская                  | Улица Патриотов               |
| 14 | Парк культуры                                      | Улица Плотникова (Соцгород-2) | Улица Патриотов               |
| 22 |                                                    | Улица Минеева                 | 7-я проходная ГАЗа            |